# 里亚舒-迪圣安娜
里亚舒-迪圣安娜是巴西巴伊亚州的一个市镇。总面积2698.465平方公里，总人口29652人，人口密度11人/平方公里。